# Bandiera di Otog
La bandiera di Otog (鄂托克旗S, Ètuōkè QíP) è una bandiera della Mongolia Interna, regione autonoma della Cina. Essa è amministrata dalla prefettura di Ordos.